# A Herança (telenovela)
A Herança é uma telenovela portuguesa produzida pela SP Televisão que é exibida pela SIC desde 27 de janeiro de 2025, substituindo Senhora do Mar. É a "37.ª telenovela" do canal.
Escrita por Sandra Santos e Alexandre Castro, tem a colaboração de Ana Lúcia Carvalho, Andreia Vicente Martins, Joana Andrade, Manuel Carneiro e Pedro Cavaleiro como guionistas, a direção de Manuel Amaro da Costa, a direção de atores de Manuela Couto, Elsa Galvão e Hélder Agapito e a direção de produção de Bruno Oliveira e a realização de Bruno M. Oliveira, Hugo Xavier e Manuel Amaro da Costa.
Conta com as atuações de Patrícia Tavares, Bárbara Branco, José Mata, Ricardo Pereira, Mariana Monteiro, Dânia Neto, Cristóvão Campos, Laura Dutra e Rui Pedro Silva nos papéis principais.

## Sinopse
| Temporada | Temporada | Episódios | Episódios | Originalmente exibido | Originalmente exibido |
| Temporada | Temporada | Episódios | Episódios | Estreia da temporada  | Final da temporada    |
| --------- | --------- | --------- | --------- | --------------------- | --------------------- |
|           | 1         | 110       | 110       | 27 de janeiro de 2025 | 27 de junho de 2025   |
|           | 2         | ASA       | ASA       | 30 de junho de 2024   | ASA                   |

### Primeira temporada (2025)
É possível recomeçar mesmo depois de conhecer o inferno. Uma herança inesperada e um crime põem nas mãos de uma mulher injustiçada a oportunidade de mudar a sua vida.
Sofia Dias Martins é uma mulher que vive com grandes sacrifícios e uma profunda tristeza. A sorte nunca lhe sorriu, tendo sido criada por uma mãe amargurada devido a um passado que ela ainda desconhece, mas que em breve lhe ira bater à porta. Ela era casada com Otávio, e juntos abriram uma oficina. Apesar de felizes, com o tempo as diferenças de valores entre eles ficaram claras – enquanto Sofia acreditava no trabalho honesto, Otávio enganava clientes e fornecedores, desviando dinheiro da oficina para sustentar a sua vida boémia. Um dia, sem aviso, Otávio saiu de casa e nunca mais voltou.
No inicio da história, Sofia também já perdeu a casa e mora na oficina, que está prestes a fechar por acumular dívidas. A filha Beatriz fugiu com o namorado mais velho. Há nove anos que ela a busca incessantemente. A Polícia deu pouca importância ao assunto por se tratar de uma fuga e Beatriz ser quase maior de idade, mas Sofia tem a certeza de que a culpa foi daquele homem mais velho que a aliciou com falsas promessas de uma vida melhor.
Já a morar na rua, a vida de Sofia muda quando conhece Raul Novais, o milionário da fábrica de papel Novais que dita as regras em toda a vila de Ribeira Fria. Há mais de quatro décadas, Idalina — a mãe de Sofia — trabalhava como empregada na Herdade da Moura Velha, propriedade dos Novais, e teve um breve mas intenso romance com o jovem Raul, o herdeiro daquela poderosa família. A rapariga acabou por engravidar, o que representava um enorme problema para ele, já que estava noivo de alguém da mesma classe social e queria tudo menos um escândalo. Como Idalina se recusou a fazer um aborto, ele deu-lhe uma boa quantia para ela ir para longe e nunca mais voltar.
Quarenta e seis anos depois, as voltas do destino fazem com que Raul encontre a filha quando esta, desesperada, arranja trabalho a limpar os picadeiros durante o Concurso de Saltos Nacional de Ribeira Fria. Sofia é a cópia da mãe quando era jovem e as recordações, bem como as responsabilidades de Raul para com ela, atingem-no com força. Determinado a compensar a rapariga, Raul altera o testamento para a incluir e pretende, a curto prazo, reconhecer a rapariga depois de a introduzir na herdade como empregada e promover a proximidade com a família, composta por Brígida, Pilar e Rafael.
Porém, o plano de Raul é interrompido com a sua morte prematura, provocada por Vicente Viana, um dos engenheiros mais promissores da fábrica Novais, pois é também durante o concurso de saltos que o patriarca descobre os planos que o ambicioso empregado tem para seduzir Pilar e assumir a fábrica de papel através do casamento. Confronta-o durante um passeio a cavalo, obrigando-o a deixar a fábrica e a afastar-se dos Novais. Num impulso de raiva, Vicente persegue o cavalo do patrão com o seu carro, o que culmina com Raul a ser projetado do cavalo. Pouco depois, Sofia encontra Raul e ele acaba por morrer nos braços dela, sem conseguir dizer-lhe a verdade.
Depois do funeral, os herdeiros legítimos perfilam-se para a leitura do testamento, na expectativa se tornarem donos do património de Raul, que consiste na fábrica de papel, na herdade com hectares de eucaliptal, em prédios, cavalos e uma fortuna imensa. Ninguém estará à espera do golpe final de Raul que, depois de conhecer Sofia, a reconhecerá como filha legítima em testamento e lhe deixará o controlo total da fábrica de papel. Numa mensagem lida pelo advogado, o patriarca revela a verdade sobre o passado e pede desculpa a Sofia. A partir daquele momento, os Novais terão de viver de acordo com as regras ditadas pela filha bastarda, que passa a ser reconhecida como Sofia Novais. Pilar tenta impugnar o testamento, alegando que Raul não estava na posse das suas faculdades mentais quando fez as alterações, tendo o apoio de Vicente, cada vez mais disposto a conseguir casar com ela.
Com uma nova família e um património fabuloso nas mãos, ela instala-se na Herdade da Moura Velha, certa de que, por uma vez na vida, a sorte lhe sorriu. No entanto, embora se esforce por conquistar a recém-descoberta família, a ingénua Sofia não estará minimamente preparada para a hostilidade dos que se veêm desprovidos de poder. O primeiro perigo vem de Pilar, que mostra rivalidade aberta com a irmã, travando uma batalha jurídica para afastar a bastarda da fábrica. Sofia não estará sozinha nesta luta. Gonçalo movimenta-se nas sombras para a proteger e ajudar. Ele pode ensiná-la, já que é experiente nos assuntos da fábrica, por ter aprendido com Raul, que, durante anos, acalentou o sonho de tê-lo a trabalhar juntamente com os filhos. Mas a forte oposição de Pilar ditou o afastamento voluntário de Gonçalo, que não quis ser a causa da desunião familiar. Raul não permitiu que ele abandonasse a herdade e tornou-o responsável pela coudelaria, o verdadeiro sonho do rapaz.
Portanto, Gonçalo vive em relativa paz até à chegada de Sofia. Entre os dois, cresce uma amizade pura e bonita de dois seres que se entendem, em grande parte por apreciarem as coisas simples da vida. Gonçalo apaixona-se por ela, mas Vicente estará no seu caminho. O súbito aparecimento da herdeira abre uma nova, e talvez mais fácil, maneira de Vicente chegar ao topo.
Vicente chegou à fábrica de papel há cinco anos e trabalhou duro para se tornar homem da confiança de Raul. Ele pretende tomar a fábrica, separando Pilar do marido e casando com ela. Mas agora há uma herdeira maioritária, o que significa que o seu alvo tem de mudar. Aproxima-se de Sofia cheio de charme e disposto a ajudar. Ela aceita tudo de bom grado, sem desconfiar da agenda escondida do vilão. Ninguém desconfia que Vicente está a fazer jogo duplo: enquanto deslumbra Sofia, por trás manipula Pilar. 
Para piorar, Beatriz volta depois da morte do namorado, um homem violento que ela nunca teve coragem de abandonar. O destino de Beatriz muda juntamente com o de outra mulher: Inês, uma calada bartender e também sua amiga. Quando o seu marido Pedro, que ia buscá-la à saída do trabalho, atropela um bandido para a salvar, são acusados de homicídio e o casal tem de fugir, deixando para trás o pequeno filho, que terá de ficar com a avó até a situação ser resolvida.
Beatriz tambem aproveita o caos para escapar e a primeira coisa que faz é procurar a mãe, só para descobrir que a casa e a oficina onde cresceu estão fechadas e que Sofia é agora uma rica herdeira. Receando que a mãe pense que voltou por dinheiro, Beatriz não tem coragem de lhe dizer imediatamente quem é.
Sofia não a reconhece tantos anos depois, já que a aparência sofisticada e sensual de Beatriz está a anos-luz do que ela era em adolescente. Quando Beatriz percebe que Pilar vai tentar afastar Sofia da fábrica, decide ajudar a mãe de alguma forma. Consegue um trabalho na fábrica, como secretária, e espera dessa forma ser uma aliada velada de Sofia contra Pilar.
Beatriz aproxima-se também de Gonçalo e apaixona-se. Este resiste às investidas da rapariga, mas sente que ela esconde algo importante e está determinado a descobrir o que é para proteger Sofia. O reencontro entre mãe e filha será um dos momentos mais emocionais da trama e promete prender a atenção do público. Aos poucos, Gonçalo consegue deitar abaixo o muro que Sofia construiu à volta do coração. Mas quando ela decide dar-lhe uma oportunidade, assim como a si própria de redescobrir o amor, acaba por descobrir que a filha Beatriz também está apaixonada pelo equitador.
Qual delas abdicará da sua felicidade em prol da felicidade da outra?

### Segunda temporada (2025)
Depois do casamento de Vicente e Sofia, Vicente tenta matar Sofia num naufrágio, de forma a ficar com a fábrica. Para se certificar que Beatriz não a recebe de herança, traça um plano para que ela também embarque. Alega que teve um imprevisto e faz com que vá no barco com Sofia. O que Vicente não espera é que o plano falhe e elas sobrevivam.
O sucedido fará com que as desconfianças ao vilão comecem e, mais à frente na história, quando já não tiver qualquer influência sobre Sofia, traçará maquiavelicamente o plano de a acusar pela morte de Raul, lançando suspeitas sobre o dia em que Raul morreu. Formalmente acusada, ela perde tudo. Vicente e Pilar terão grande prazer em humilhá-la e expulsá-la da fábrica e da herdade.
Apesar das circunstâncias, Sofia não desistirá da verdade — e lutará até ao fim para recuperar a herança que lhe pertence… e fazer justiça.

## Elenco
Lista de indicador(es)

- Y indica uma versão mais jovem do personagem.
- IA indica o uso da inteligência artificial para rejuvenecer uma personagem.

### Elenco principal
| Ator/Atriz                        | Personagem                                             | Temporada    | Temporada       |
| Ator/Atriz                        | Personagem                                             | 1 (2025)     | 2 (2025)        |
| --------------------------------- | ------------------------------------------------------ | ------------ | --------------- |
| Patrícia TavaresIA                | Sofia Carla Dias Martins Novais                        | Principal    | Principal       |
| Patrícia TavaresIA                | Idalina Dias                                           | Participação | Does not appear |
| Bárbara BrancoIAEduarda BaptistaY | Ana Beatriz Dias Martins / Beatriz Campos (nome falso) | Principal    | Principal       |
| José Mata                         | Gonçalo Pereira                                        | Principal    | Principal       |
| Ricardo Pereira                   | Vicente Viana                                          | Principal    | Principal       |
| Mariana Monteiro                  | Pilar Antónia Almirante Brito Novais                   | Principal    | Principal       |
| Dânia Neto                        | Inês Cardoso                                           | Principal    | Principal       |
| Cristóvão Campos                  | Pedro Cardoso                                          | Principal    | Principal       |
| Laura DutraTBAY                   | Maria Teresa «Teresinha» Santos                        | Principal    | Principal       |
| Rui Pedro Silva                   | Bernardo Maria Novais Carneiro                         | Principal    | Principal       |

### Elenco recorrente
| Ator/Atriz             | Personagem                             | Temporada    | Temporada  |
| Ator/Atriz             | Personagem                             | 1 (2025)     | 2 (2025)   |
| ---------------------- | -------------------------------------- | ------------ | ---------- |
| Tiago Felizardo        | Simão Carneiro                         | Recorrente   | Recorrente |
| Joana Aguiar           | Mariana Novais Carneiro                | Recorrente   | Recorrente |
| Diogo LopesIA          | Rafael de Aragão Brito Novais          | Recorrente   | Recorrente |
| Sofia Sá da Bandeira   | Brigida Antónia Almirante Brito Novais | Recorrente   | Recorrente |
| Noémia Costa           | Lucília Sousa                          | Recorrente   | Recorrente |
| Fernando Luís          | Augusto Pereira                        | Recorrente   | Recorrente |
| Ana Bustorff           | Amélia Viana                           | Recorrente   | Recorrente |
| Pedro Lacerda          | Fernando «Nando» Miguel Pinto Sousa    | Recorrente   | Recorrente |
| Débora Monteiro        | Susana Barbosa                         | Recorrente   | Recorrente |
| Tomás Alves            | Heitor Rodrigues                       | Recorrente   | Recorrente |
| Isabela Valadeiro      | Cláudia Barbosa                        | Recorrente   | Recorrente |
| Francisco Froes        | Félix Branco                           | Recorrente   | Recorrente |
| Rosa do Canto          | Gertrudes Cardoso                      | Recorrente   | Recorrente |
| Vera Moura             | Marta Sousa                            | Recorrente   | Recorrente |
| Guilherme Moura        | João Carlos «Joca» Sousa               | Recorrente   | Recorrente |
| Sandra Barata Belo     | Clara Tavares                          | Recorrente   | Recorrente |
| Marisa Cruz            | Diana Coelho                           | Recorrente   | Recorrente |
| Rui Santos             | Mateus Cruz                            | Recorrente   | Recorrente |
| Diana Ginja            | Filipa «Pipa» Novais                   | Recorrente   | Recorrente |
| Vicente Ramirez        | Luís Cardoso                           | Recorrente   | Recorrente |
| Laura Seiça            | Olívia Barbosa                         | Recorrente   | Recorrente |
| António Pedro Cerdeira | Otávio Martins                         | Participação | Recorrente |
| Beatriz Barosa         | Rosário «Rosarinho» Gouveia de Armas   | Participação | Recorrente |

### Participação especial
| Ator/Atriz                         | Personagem                         | Temporada    | Temporada       |
| Ator/Atriz                         | Personagem                         | 1 (2025)     | 2 (2025)        |
| ---------------------------------- | ---------------------------------- | ------------ | --------------- |
| Virgílio CasteloFrancisco FonsecaY | Raúl de Aragão Franco Brito Novais | Participação | Participação    |
| António Camelier                   | Marco Rodrigues                    | Participação | Does not appear |

### Elenco adicional
| Ator/Atriz                | Personagem                        |
| ------------------------- | --------------------------------- |
| Alda Gomes                | Carminho de Sousa Aragão          |
| Ana Sofia Gonçalves       | Amiga de Adelaide                 |
| André Albuquerque         | Celso                             |
| André Patrício            | Jornalista                        |
| António Van Zeller        | Caetano de Sousa Aragão           |
| Beatriz Castro            | Colega da Olívia/Amiga de Tânia   |
| Beatriz Menino            | —                                 |
| Bruno Miguel Vieira       | Polícia                           |
| Camila Cerqueira          | Sara                              |
| Carlos Carvalho           | Vasco                             |
| Carlos Malvarez           | Roberto Castanheira               |
| Carlos Sebastião          | Constantino Lopes                 |
| Carmen Santos             | Cidália Silva                     |
| Catarina Moreira Pires    | Dra. Luísa                        |
| Clara Magalhães           | —                                 |
| Cláudio Henriques         | Agente da Judiciária              |
| Constança Santos          | Tânia Correia                     |
| David Personne            | Dr. Saul Pires                    |
| Dinis Gomes               | Capitão Rodrigo Silva Cunha       |
| Diogo Branco              | —                                 |
| Fábio Nobrega Vaz         | Agente da Polícia                 |
| Fernando Rocha            | Jacinto Correia                   |
| Fernando Rodrigues        | Dr. Ferreira                      |
| Filipe Amorim             | Pinho                             |
| Gonçalo Dias              | Jornalista                        |
| Guilherme Arabolaza       | Guardia Civil                     |
| Hélder Gamboa             | Médico                            |
| Hugo Costa Ramos          | Cliente do Bar                    |
| Hugo Franco               | Mecânico                          |
| Hugo Tourita              | Fornecedor                        |
| Igor do Vale              | Dr. Eduardo Ramos                 |
| Joana França              | Adelaide Correia                  |
| Jorge Silva               | André Moreira                     |
| Leonor Dias               | Colega de Olívia/Amiga de Tânia   |
| Luís Lucas                | Artur Coelho                      |
| Luísa Fidalgo             | Manuela                           |
| Lune Nunes                | Falsa Filha de Sofia              |
| Mafalda Peres             | Falsa Filha de Sofia              |
| Mafalda Vilhena           | Luísa «Luísinha» Gouveia de Armas |
| Manuel Lourenço           | Juíz                              |
| Manuel Moreira            | Advogado do Ministério Público    |
| Maria Costa               | —                                 |
| Maria João Felino         | —                                 |
| Mariana Almeida Fernandes | Professora                        |
| Mariana Costa             | —                                 |
| Miguel Cruz               | Filipe                            |
| Miguel Loureiro           | Advogado do Ministério Público    |
| Miguel Sá Monteiro        | Henrique de Sousa Aragão          |
| Pedro Barbeitos           | Mecânico                          |
| Pedro Jesus               | Silva                             |
| Pedro Oliveira            |                                   |
| Philippe Leroux           | Ricardo Gouveia de Armas          |
| Raquel Oliveira           | Funcionária dos Recursos Humanos  |
| Rosa Villa                | Professora                        |
| Sérgio Silva              | Advogado de Pilar                 |
| Teresa Jerónimo           | Catarina                          |
| Zé Gerardo                | —                                 |

## Produção

### Desenvolvimento

Cartaz de divulgação da telenovela.

A pré-produção começou em março de 2024, tratando-se da substituta de Senhora do Mar. Sandra Santos e Alexandre Castro ficaram encarregues de criar a história, que seria apelidada provisoriamente como "Fugir do Destino", até dezembro de 2024, quando a SIC confirmou "A Herança" como o seu título definitivo.

Cartaz de divulgação da segunda temporada da telenovela.

Os ensaios e testes de imagem decorreram em outubro de 2024 nas instalações da produtora SP Televisão, em Sintra. A produção começou a 14 de outubro de 2024, com gravações na barragem de Montargil, em Arruda dos Vinhos e no Barreiro, e posteriormente também nos estúdios da SP Televisão. Laura Dutra terminou antecipadamente as gravações a 30 de abril de 2025. Também Dânia Neto terminou as gravações antes do tempo, a 14 de maio do mesmo ano. Noémia Costa terminou as gravações a 24 de maio. Mariana Monteiro terminou as gravações a 30 de maio. A produção terminou a 6 de junho de 2025.

### Escolha do elenco
Sara Matos foi o primeiro nome anunciado no elenco para dar vida à vilã Pilar. Devido à sua agenda profissional, acabou por recusar o projeto e a personagem foi entregue a Mariana Monteiro. Lourenço Ortigão também ficou apalavrado no projeto, depois de recusar o convite de protagonizar A Promessa para poder dedicar-se à paternidade do seu filho recém-nascido. Devido ao relacionamento conturbado que teve com Matos, Ortigão acabou por recuar, aceitando o convite para entrar em A Promessa e foi substituído por José Mata, tendo a seu cargo o cavaleiro Gonçalo. Patrícia Tavares e Bárbara Branco, que foi transferida para a novela após ter estado apalavrada no elenco de A Promessa, foram escolhidas para viver as personagens centrais Sofia e Beatriz – também mãe e filha –, que se veêm envolvidas num triângulo amoroso com Gonçalo. Tavares inspirou-se em Maria João Abreu, que também teve a oportunidade de ter um papel de destaque numa novela após várias personagens no núcleo recorrente. Adicionalmente, a atriz também dá vida à versão jovem da mãe de Sofia, a Idalina. Ricardo Pereira foi escolhido para viver o vilão Vicente. Dânia Neto e Cristóvão Campos foram escolhidos para viver o casal Inês e Pedro, que fogem para Ribeira Fria após Pedro assassinar um homem para proteger a mulher. Laura Dutra e Rui Pedro Silva, que deixaram a TVI para integrar o elenco da telenovela, foram escolhidos para interpretar o par-romântico Teresinha e Bernardo, marcado pela relação de amor-ódio e pelos grandes desafios por se encontrarem em classes sociais diferentes e pela relação amor-ódio.
Luciana Abreu esteve em negociações para entrar no elenco, mas acabou por ser transferida para Vitória. Marco d'Almeida e Aurea também estiveram em negociações, e não chegaram a bom porto. Marisa Cruz e Ana Bustorff trocaram a TVI pela SIC para integrar o elenco da telenovela. Tiago Teotónio Pereira também iria fazer o mesmo percurso e interpretar Heitor. A personagem acabou por ser atribuída a Tomás Alves, quando Teotónio Pereira decidiu voltar atrás na sua decisão após a TVI lhe propor uma personagem mais secundária em A Protegida, alegando querer passar mais tempo com o seu filho bebé. Carolina Loureiro e Luís Lourenço também estavam apontados para estar no elenco, mas acabaram por ser substituídos por Vera Moura e Diogo Lopes, respetivamente. Oceana Basílio, Vítor Silva Costa, Vera Alves e Pedro Granger também estavam apalavrados para estar no elenco da telenovela mas acabou por não suceder, sem qualquer explicação. Francisco Froes, Fernando Rocha, Fernando Luís, Pedro Lacerda, Rui Santos, Guilherme Moura, Tiago Felizardo, Sofia Sá da Bandeira, Noémia Costa, Joana Aguiar, Isabela Valadeiro, Débora Monteiro, Sandra Barata Belo, Rosa do Canto, Diana Ginja e Vicente Ramirez compõem o restante elenco, a par de Virgílio Castelo e António Camelier que fazem uma participação especial. António Pedro Cerdeira e Beatriz Barosa reforçam o elenco.

## Exibição
Prevista para estrear no fim do primeiro trimestre de 2025, foi adientada para o inicio desse mesmo ano, estreando a 27 de janeiro na 2.ª faixa, substituindo meses antes Senhora do Mar. A campanha de 'últimos episódios' da 1.ª temporada arrancou a 9 de junho de 2025, terminando ainda no mesmo mês, a 27 de junho.
Ao mesmo tempo em que a SIC anunciou os últimos episódios da primeira temporada, em junho de 2025, também foi confirmada a existência de uma segunda temporada. A 2.ª temporada estreia a 30 de junho de 2025.

### Transmissão na OPTO
Na OPTO, a plataforma de streaming da SIC, a novela teve todos os seus episódios de exibição na SIC disponibilizados na plataforma, tendo em todos os seus episódios antestreias com um dia de antecedência à emissão dos episódios, à exceção do 1º episódio.

### Divulgação
A promoção arrancou a 14 de dezembro de 2024, com um teaser focado nas personagens principais Sofia, Pilar, Vicente, Gonçalo e Beatriz e sem qualquer menção ao título da novela. A 26 de dezembro do mesmo ano, foi revelada uma nova promo com as primeiras imagens e também a história da novela, apesar de ainda não ser mencionado o seu título oficial. Somente a 11 de janeiro de 2025, é que foi revelado o seu título oficial assim como a sua data de estreia.

### Tema de genérico
"O Teu Nome", canção interpretada por Miguel Gameiro e Mariza, foi anunciada como tema de genérico durante a promoção da novela, a 26 de dezembro de 2024.

## Prémios e indicações
| Ano  | Prémio                       | Categoria      | Por              | Resultado | Ref.   |
| ---- | ---------------------------- | -------------- | ---------------- | --------- | ------ |
| 2025 | 29.ª Gala dos Globos de Ouro | Melhor Projeto | A Herança        | ASA       | [ 64 ] |
| 2025 | 29.ª Gala dos Globos de Ouro | Melhor Atriz   | Patrícia Tavares | ASA       | [ 64 ] |
| 2025 | 29.ª Gala dos Globos de Ouro | Melhor Atriz   | Laura Dutra      | ASA       | [ 64 ] |
| 2025 | 29.ª Gala dos Globos de Ouro | Melhor Ator    | Ricardo Pereira  | ASA       | [ 64 ] |
| 2025 | 29.ª Gala dos Globos de Ouro | Melhor Ator    | Rui Pedro Silva  | ASA       | [ 64 ] |

## Audiências
| Temporada | Episódios | Estreia               | Estreia       | Final               | Final         | Audiência em média (pontos) |
| Temporada | Episódios | Data                  | Aud. (pontos) | Data                | Aud. (pontos) | Audiência em média (pontos) |
| --------- | --------- | --------------------- | ------------- | ------------------- | ------------- | --------------------------- |
| 1         | 110       | 27 de janeiro de 2025 | 8.6           | 27 de junho de 2025 | 7.6           | 7.1                         |
| 2         | ASA       | 30 de junho de 2025   | 7.1           | ASA                 | TBD           | TBD                         |

Com o objetivo de recuperar as audiências perdidas das suas antecessoras no intervalo de tempo desde a perda da liderança do público de Amor Amor (2021) e também para manter (e elevar) os valores da sua antecessora Senhora do Mar (2024), "A Herança" estreou após um episódio de A Promessa, com um resultado de 8.6 de rating e 19.3% de share, cerca de 829 mil e 200 espectadores, na liderança absoluta. Teve um pico de 9.4 de audiência e 19.1% de share. Ao segundo episódio, quebrou um recorde com 9.0 / 19.2% e um pico de 9.4 / 21.5%.
Desde o primeiro episódio que a telenovela elevou as audiências deixadas por Senhora do Mar, quando esta passou pela 2.ª faixa horária, liderando contra as suas principais concorrentes A Fazenda e Festa é Festa. Mesmo com a estreia da sua nova concorrente, A Protegida, a telenovela continuou na liderança absoluta. O final da primeira temporada também contribuiu para o bom resultado audiométrico da telenovela. Apesar da segunda temporada ter arrancado na vice-liderança, também tem vindo a conquistar a liderança e bons resultados contra as suas principais concorrentes.